# Timarcha chalcosoma
Timarcha chalcosoma is een keversoort uit de familie bladkevers (Chrysomelidae). De wetenschappelijke naam van de soort werd in 1868 gepubliceerd door Léon Marc Herminie Fairmaire.